# هوندا زد
هوندا زد (به انگلیسی: Honda Z) خودرویی است که در سال‌های ۱۹۷۰ تا ۱۹۷۴ تولید شده‌است. طراحی آن موتور جلو-محور جلو بوده و طول آن در حالت طبیعی ۳٬۱۲۵ میلیمتر (۱۲۳٫۰ اینچ)، عرض آن در حالت طبیعی ۱٬۲۹۵ میلیمتر (۵۱٫۰ اینچ) و ارتفاع آن در حالت طبیعی ۱٬۲۸۰ میلیمتر (۵۰ اینچ) است. سیستم جعبه‌دندهٔ آن به صورت دستی است.